# Larentalia
Larentalia, ook wel Larentalia of Laurentalia genoemd, was een Romeins festival (feitelijk een lijkofferfeest) ter ere van Acca Larentia, de vrouw van Faustulus en voedster van Romulus en Remus.
Het werd op 23 december (ante diem X (decimum) Kalendas Ianuarias; tiende dag voor de Calendae van Ianuarius) gevierd. Het offer werd tijdens dit festival door de flamen van Mars (of Quirinus) gebracht in het Velabrum op de plaats die leidde naar de Nova Via, die buiten de oude stad lag niet ver van de porta Romanula. Op deze plaats werd Acca Larentia gezegd te zijn begraven.
Dit festival lijkt niet enkel te zijn beperkt gebleven tot Acca Larentia, maar aan alle Lares te zijn gewijd.